# جوردن ماكلين
جوردن ماكلين (بالإنجليزية: Jordan McLean)‏ هو معلم موسيقى وأستاذ جامعي وملحن أمريكي، ولد في 24 أبريل 1974 في نيو روتشيل في الولايات المتحدة.

## وصلات خارجية
- جوردن ماكلين على موقع ميوزك برينز (الإنجليزية)
- جوردن ماكلين على موقع قاعدة بيانات برودواي على الإنترنت (الإنجليزية)
- جوردن ماكلين على موقع أول ميوزيك (الإنجليزية)
- جوردن ماكلين على موقع ديسكوغز (الإنجليزية)